# Iris Duquesne
Pour les articles homonymes, voir Duquesne.
Iris Duquesne est une militante française pour le climat, originaire de Bordeaux. Le lundi 23 septembre 2019 elle a déposé une plainte contre la France, l'Allemagne, l'Argentine, le Brésil et la Turquie. Avec quinze autres jeunes du monde entier, dont Greta Thunberg, elle dénonce l'inaction des dirigeants sur le plan climat comme une violation de la convention des Nations unies sur les droits de l'enfant ,,,,,. 
Elle a rejoint en Californie Heirs to our Oceans, une ONG pour la conservation des océans regroupant des dizaines de milliers de jeunes. 
Elle pense que, si les adultes ont des choses à apprendre aux enfants, il est temps de réaliser qu'eux aussi ont des choses à enseigner aux adultes. Elle est une représentante de Sorry Children aux États-Unis depuis 2019. 